# Kościół Matki Boskiej Różańcowej w Martwi
Kościół Matki Boskiej Różańcowej w Martwi – rzymskokatolicka świątynia filialna parafii Wniebowzięcia NMP w Tucznie znajdująca się we wsi Martew (powiat wałecki).

## Historia

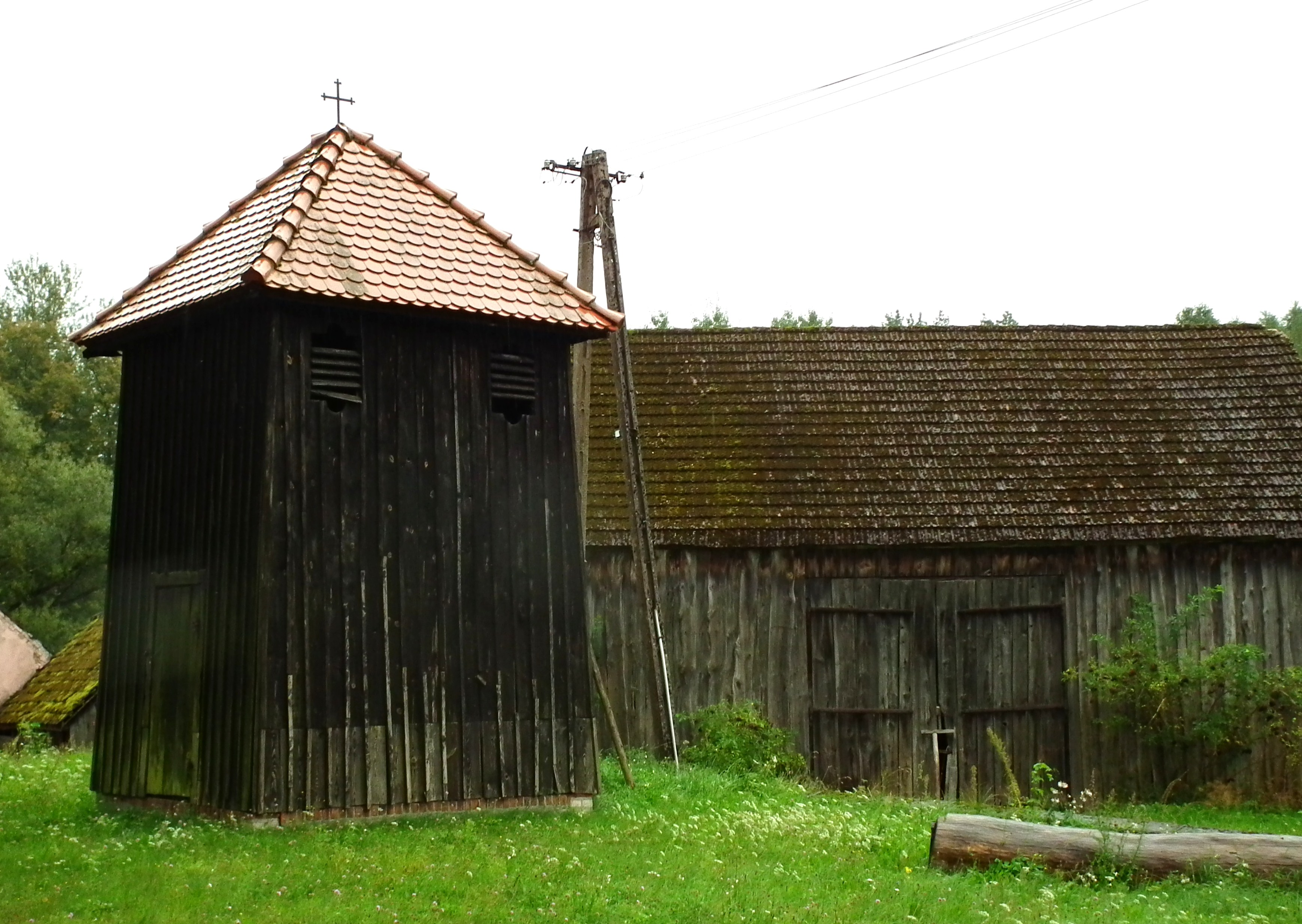
Dzwonnica

Pierwszy kościół we wsi miał prostą konstrukcję (nosił wezwanie Wszystkich Świętych, a ufundowano go prawdopodobnie w XIII wieku). W 1349 kościół wymieniany jest w wykazie parafii.
Przed 1522 świątynię przyłączono do parafii w Chwarstnicy (czasowo w posiadaniu protestantów), a po odzyskaniu przez katolików (około 1607) przynależała do parafii Tuczno. Niedługo po odzyskaniu wstawiono do kościoła nowy ołtarz i ambonę, a w 1611 ufundowano dzwon. W 1625 obiekt strawił pożar. 
W 1641 wybudowano kaplicę filialną parafii w Tucznie, a w 1630 lub 1680 powstał obecny kościół szachulcowy, który powiększono w drugiej połowie XVIII wieku wraz ze zmianą okien. Być może również w XVIII wieku dobudowano zakrystię trudną do zadatowania. W 1980 obiekt przeszedł remont.

## Architektura
Obiekt orientowany, na rzucie wydłużonego prostokąta (od wschodu zamknięcie trójboczne), salowy, usytuowany jest w centrum wsi, w niecce terenu. Teren kościelny (cmentarny) ogranicza mur z kamieni polnych. Przy bramce od wschodu rosną dwie pomnikowe lipy. 
Konstrukcja jest szachulcowa z podmurówką kamienną, tynkowana, a ściana szczytowa jest oszalowana. Zakrystia murowana. Nawa przykryta nagim stropem. Więźba dachowa jętkowa. Krokwie są częściowo oryginalne. Dach dwuspadowy pokryty dachówką karpiówką. Na kalenicy krzyż na postumencie z blachy ocynkowanej.

## Wnętrze
Wewnątrz znajduje się barokowy ołtarz z XVII wieku z obrazem Tobiasz z Aniołem w predelli z końca XVIII wieku. Na wyposażeniu jest też gotycki krucyfiks z drugiej połowy XVI wieku i komplet  lichtarzy cynowych. Balustrada empory muzycznej zawiera płyciny przedzielone półkolumienkami. Posadzka wykonana jest z płytek terakoty, współczesnych. Biała podłoga (oryginalna) schowana jest pod ławkami. W oknach niektóre szyby także oryginalne. Na emporę muzyczną prowadzą drewniane, drabiniaste schody.